# Celeste Aida Zanchi
Celeste Aida Zanchi (Montecatini Terme, 15 agosto 1886 – Roma, 17 marzo 1966) è stata un'attrice italiana, attiva nel teatro, al cinema, in televisione e alla radio.

## Biografia
Attrice teatrale dal nome preso a prestito dalla celebre aria dell'Aida di Giuseppe Verdi, recitò sul palcoscenico con diverse compagnie tra le quali quella di Ruggero Ruggeri. Al cinema si dedicò saltuariamente, partecipando a soli quattro film nel periodo dell'anteguerra, tra il 1934 e il 1938, e poi a due pellicole nei primi anni cinquanta. Sul piccolo schermo è tra gli interpreti nel 1958 di Casa di bambola, versione del famoso dramma di Henrik Ibsen, diretto da Vittorio Cottafavi. Sposata con l'attore teatrale e cinematografico Nino Bellini (se ne separerà nel 1936, e il marito si trasferirà negli Stati Uniti d'America), è la madre del celebre doppiatore Gianfranco Bellini, assieme al quale reciterà nel film I due sergenti diretto da Enrico Guazzoni; e quindi è nonna della doppiatrice Silvia Bellini ed inoltre, bisnonna dei doppiatori Davide Perino ed Elena Perino. Muore nella capitale italiana all'età di 79 anni.

## Filmografia
- La signora dalle camelie, regia di  Ugo Falena (1909)
- Seconda B, regia di Goffredo Alessandrini (1934)
- I due sergenti, regia di Enrico Guazzoni (1936)
- Ho perduto mio marito, regia di Enrico Guazzoni (1937)
- L'ultima carta, regia di Piero Ballerini (1938)
- Una donna ha ucciso, regia di Vittorio Cottafavi (1952)
- L'ingiusta condanna, regia di Giuseppe Masini (1952)

## Prosa radiofonica
- Il ritiro del divino amore, commedia di Roberto Minervini, regia di Aldo Silvani, trasmessa il 18 dicembre 1936.
- Terziglio di Federico Fellini, Marcello Marchesi e Migneco, regia di Claudio Fino, trasmessa il 20 febbraio 1943.